# Jean Kiffer
Pour les articles homonymes, voir Kiffer.
Jean Kiffer, né le 30 juin 1936 à Merten (Moselle) et mort le 11 août 2011 à Amnéville (Moselle), est un homme politique et médecin français.

## Biographie
Médecin de formation, il est maire d'Amnéville (Moselle) de 1965 à sa mort, le 11 août 2011,. On lui reconnaît la reconversion d'Amnéville après la crise de la sidérurgie lorraine, en transformant des friches industrielles en zones dédiées au tourisme (dont le Galaxie d'Amnéville, un zoo, un aquarium, des cinémas et une piste de ski en salle) et aux loisirs et grâce à une qualification de station thermale acquise en 1987, qui lui avait permis d'ouvrir un casino. Le site touristique génère 2 000 emplois directs[réf. nécessaire]. Il est condamné à plusieurs reprises par la justice et mis en cause par la Cour des comptes pour sa gestion d’Amnéville, commune qu'il avait appelée « principauté virtuelle de Stalheim». Stahlheim est le nom donné par les Allemands lors de la première annexion allemande. « La République, qui ne nous a fait que du mal, la République, nous n’en avons jamais eu besoin. La République, je la mets de côté », avait-il expliqué lors de ses vœux en janvier 2011.
Jean Kiffer est député réformateur puis RPR de la Moselle de 1973 à 1978 et de 1986 à 1997 (VIIIe, IXe et Xe législatures françaises). De 1973 à 2011, il est conseiller général de la Moselle pour le canton de Rombas, passé à gauche en 2011 après son retrait. Il fut également président du CNIP d'Alsace-Lorraine de 1985 à 1997. En juillet 1987, avec deux autres députés RPR, trois députés UDF et trois députés du Front national, dont Jean-Pierre Stirbois, il visite l'Afrique du Sud (encore soumise à l'Apartheid, même si ses dispositions les plus mesquines avaient été récemment supprimées) et déclare, comme les huit autres participants, que le régime mérite d'être soutenu. Il dit en particulier : « Ce pays fait une révolution. Il est en marche vers les réformes : alors qu'on lui fiche la paix. »
Dans un entretien accordé à National hebdo en mai 1988, il déclare qu'il « partage les valeurs du Front national ». Investi par l'UMP pour les élections législatives de 2002, il reçoit et accepte le soutien du FN pour le second tour (« je ne vois aucun problème au soutien que m'apporte le FN », ce qui conduit l'UMP à lui retirer son soutien. Il est battu par le socialiste Jean-Marie Aubron.
ll meurt le 11 août 2011 à l'âge de 75 ans durant l'exercice de ses fonctions.

## Postérité
Le 5 mai 2025, une statue le représentant et de sa taille (1,65 m) est inaugurée sur le parvis de l’hôtel de ville d'Amnéville.

## Publications
- La Dernière Chance, Paris, SPL-Albatros, 1977, 212 p. (BNF 34708064) — prix Renaissance des lettres 1978[10]. —
- L'Invité du gouvernement américain, Plappeville, chez l'auteur, 1978, 55 p. (BNF 34638166).
- Vous avez dit capitalisme ?, Amnéville, chez l'auteur, 1983, 70 p. (BNF 34752111).
- La Vérité sur notre sidérurgie : le plan acier vaincu, Sacilor sauvé, Amnéville, chez l'auteur, 1985, 28 p. (BNF 34839887).